# Nikolaus Geiger
Pour les articles homonymes, voir Geiger.
Nikolaus Geiger, né le 6 décembre 1849 à Lauingen et mort le 27 novembre 1897 à Berlin-Wilmersdorf, est un sculpteur et peintre allemand qui fut professeur à l'université des arts de Berlin.

## Biographie

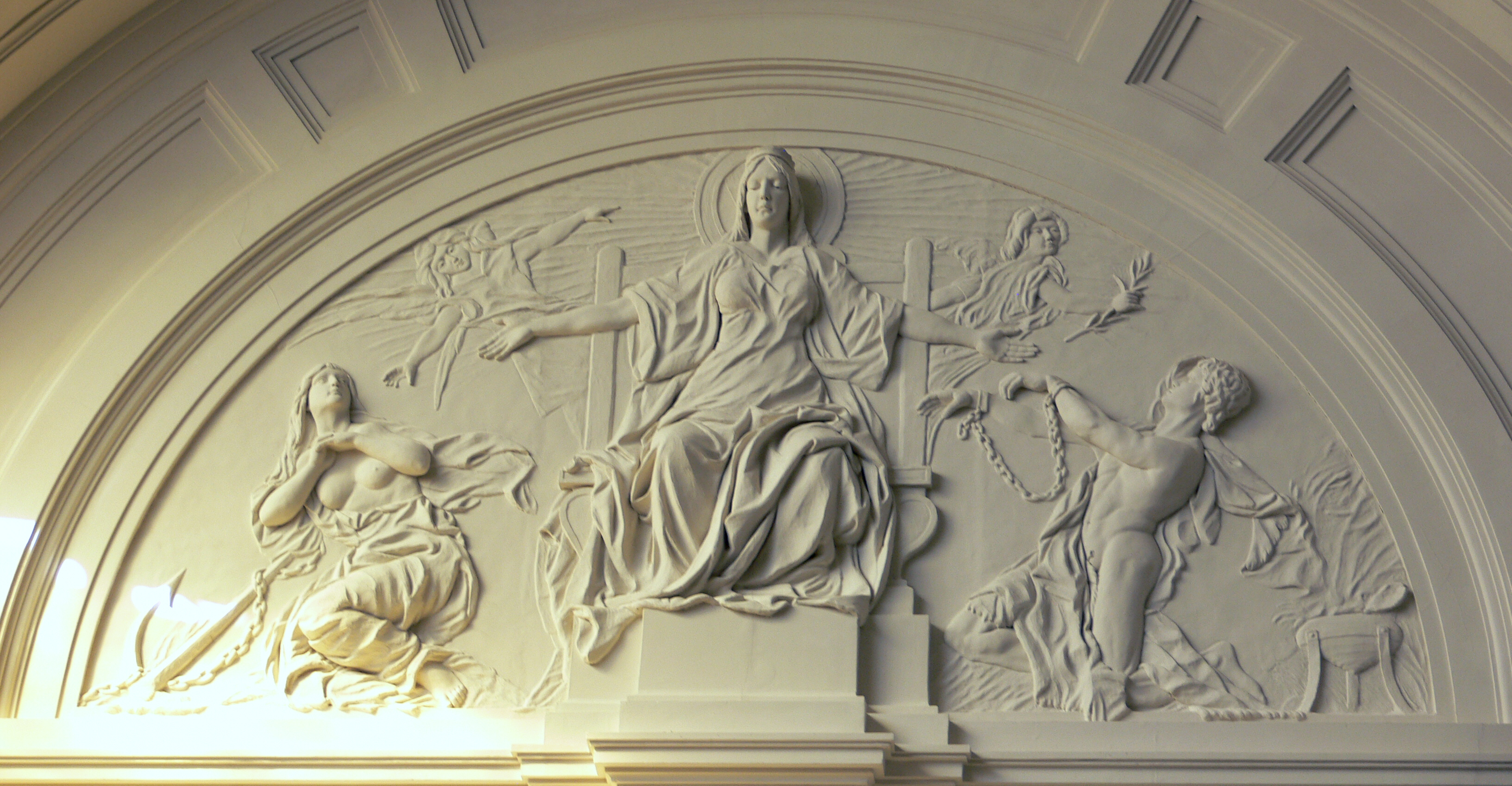
La Grâce, tribunal de Leipzig

Geiger fait d'abord un apprentissage de tailleur de pierre en Bavière qu'il abandonne à l'âge de seize ans pour entrer à l'Académie royale des beaux-arts de Bavière à Munich, où se trouvait déjà son frère aîné Caspar Augustin. Il devient l'élève de Joseph Knabl et quitte l'académie en 1872, après avoir reçu son diplôme.
Il s'installe à Berlin, qui est alors en pleine transformation, la ville étant devenue la capitale de l'Empire allemand victorieux de la France. Il collabore à l'aménagement du palais Thiele-Winckler, ce qui lui donne une certaine renommée. Il participe ensuite à plusieurs expositions internationales, à Berlin et à Munich. Il crée plusieurs monuments marquants de son époque, comme celui de l'empereur Frédéric Barberousse sur le Kyffhäuser (Barbarossadenkmal), et sculpte les statues du fronton de la cathédrale Sainte-Edwige de Berlin
Geiger meurt d'une hémoptysie à l'âge de quarante-sept ans. Il est enterré au cimetière de Wilmersdorf. Il était marié avec l'artiste Henny Spiegel.

## Œuvre

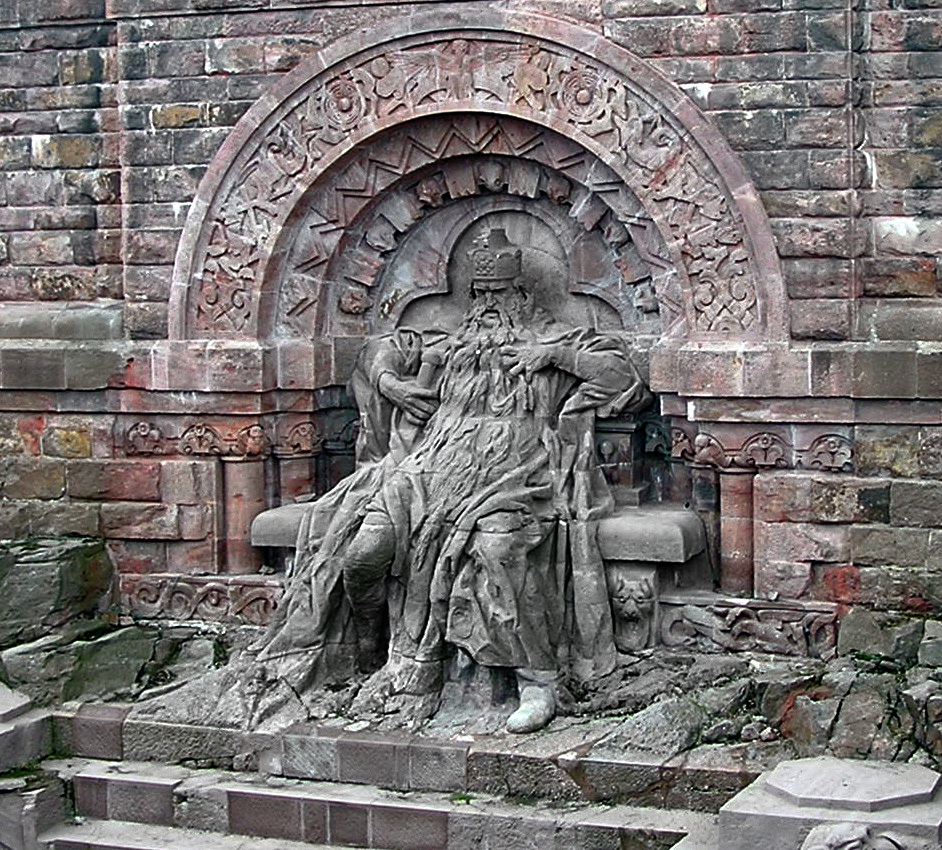
Statue de Frédéric Barberousse à Kyffhäuser

- Sculptures sur le Werderhaus Berlin (disparu), 1888
- Centaure avec une nymphe en train de danser, bronze, avant 1897, Nationalgalerie de Berlin
- Tête de vieille femme, bronze, avant 1897, Nationalgalerie de Berlin
- Tête de jeune fille, bronze, avant 1897, Nationalgalerie de Berlin
- Après la chute originelle, bronze, 1896, Nationalgalerie de Berlin
- Frédéric Barberousse, pour le monument de l'empereur Guillaume à Kyffhäuser
- Martyre de saint Sébastien, 1893, bas-relief au-dessus du portail principal de l'église Saint-Sébastien de Berlin